# Evropij
Europij je kemični element s simbolom Eu in atomskim številom 63. Europij je daleč najbolj reaktivni lantanid, ki ga je treba hraniti pod inertno tekočino, da ga zaščitimo pred atmosferskim kisikom ali vlago. Europij je tudi najmehkejši lantanid, saj ga je mogoče z nohtom vdreti in enostavno rezati z nožem. Ko odstranimo oksidirano plast, je vidna sijoče bela kovina. Evropij je bil izoliran leta 1901 in se imenuje po celini Evropi. Ker je evropij tipičen član lantanidne serije, običajno prevzame oksidacijsko stanje +3, oksidacijsko stanje +2 pa je bolj pogosto. Vse europijeve spojine z oksidacijskim stanjem +2 so rahli reducenti. Europij nima pomembnejše biološke vloge in je v primerjavi z drugimi težkimi kovinami razmeroma nestrupen. Večina aplikacij europija izkorišča fosforescenco evropijevih spojin. Europij je eden najbolj redkih med redkimi zemljami na Zemlji.